# Ralph Habib
Raphaël Habib dit Ralph Habib, né le 29 juin 1912 à Paris 9e et mort le 19 juin 1969 à Paris 7e, est un réalisateur, scénariste et directeur de production français d'origine libanaise.

## Biographie
Fils d'un courtier de commerce, il débute dans le cinéma en 1933 en travaillant comme directeur de plateau chez Pathé. Il devient ensuite assistant réalisateur, notamment avec Jean Dréville et Jean-Paul Le Chanois.
Il s'engage en mai 1943 dans les Forces aériennes françaises libres après avoir quitté la France par l'Espagne en janvier de la même année. Il devient pilote au Groupe de chasse Alsace.

## Filmographie

### Comme monteur
- 1940 : Fausse Alerte , de Jacques de Baroncelli
- 1953 : Les Compagnes de la nuit

### Réalisateur
- 1951 : Rue des Saussaies
- 1952 : La Forêt de l'adieu
- 1953 : Les Compagnes de la  nuit
- 1954 : La Rage au corps
- 1954 : Secrets d'alcôve, segment Riviera express
- 1954 : Crainquebille
- 1955 : Les Hommes en blanc
- 1956 : La Loi des rues
- 1956 : Club de femmes
- 1957 : Escapade
- 1958 : Le Passager clandestin (The stowaway)
- 1959 : R.P.Z. appelle Berlin (Geheimaktion Schwarze Kapelle)
- 1960 : Au voleur
- 1966 : Le Solitaire passe à l'attaque
- 1967 : Pension Clausewitz (Pour messieurs seuls)
- 1967-1968 : Un taxi dans les nuages (coréalisateur : Gérard Sire) - Série télévisée

### Scénariste
- 1950 : Rue des Saussaies
- 1956 : Club de femmes
- 1956 : La Loi des rues
- 1957 : Le Passager clandestin

### Directeur de production
- 1946 : Contre-enquête de Jean Faurez
- 1947 : Neuf garçons, un cœur de Georges Friedland
- 1948 : Si jeunesse savait d'André Cerf
- 1952 : Jour de peine, moyen métrage de Victor Vicas

### Assistant réalisateur
- 1950 : La Belle que voilà de Jean-Paul Le Chanois
- 1950 : Le Grand Rendez-vous de Jean Dréville